# 薩爾赫施塔特巴赫河
47°53′20″N 11°19′58″E / 47.88888°N 11.33279°E
薩爾赫施塔特巴赫河是德國的河流，位於該國東南部，由巴伐利亞負責管轄，最終注入施塔恩貝格湖西面，河道全長2.4公里，流經巴特特爾茨-沃爾夫拉茨豪森縣。